# Lándzsás tündérmolyfélék
A lándzsás tündérmolyfélék (Agonoxenidae) a valódi lepkék (Glossata) alrendjébe tartozó Gelechioidea öregcsalád egyik, Eurázsiában elterjedt családja több mint harminc nemmel. Egyes rendszertanászok Parametriotinae néven a díszmolyok (Oecophoridae) egyik alcsaládjának tekintik őket.
Magyarországon tíz fajuk él (Mészáros, 2005; Pastorális, 2011).
Közepes méretű molylepkék.
Változatos tápnövényeken élnek, és életmódjukban is meglehetősen nagy különbségeket fedezhetünk fel (Mészáros, 2005).

## Rendszertani felosztásuk a magyarországi fajokkal
- Aetia
- Agonoxena
- Blastodacna (Wocke, 1876 = Sinitinea Yang, 1977):
  - lándzsás szárnyú almamoly (Blastodacna atra Haworth, 1828) – Magyarországon közönséges (Mészáros, 2005; Pastorális, 2011; Pastorális & Szeőke, 2011)
  - galagonyarágó lándzsásmoly (Blastodacna hellerella Duponchel, 1838) – Magyarországon többfelé előfordul (Fazekas, 2001; Pastorális, 2011)
- Chaetocampa
- Chrysoclista (Stainton, 1854)
  - fűzfonó lándzsásmoly (Chrysoclista lathamella Fletcher, 1936) – Magyarországon szórványos (Pastorális, 2011)
  - pompás lándzsásmoly (Chrysoclista linneella Clerck, 1759) – Magyarországon szórványos (Fazekas, 2001; Pastorális, 2011)
  - kétfoltos lándzsásmoly (Chrysoclista splendida Karsholt, 1997) – Magyarországon szórványos (Pastorális, 2011)
- Cladobrostis
- Diacholotis
- Dystebenna (Spuler, 1910)
  - tölgyaknázó lándzsásmoly (Dystebenna stephensi Stainton, 1849) – Magyarországon szórványos (Pastorális, 2011; Pastorális & Szeőke, 2011)
- Glaucacna
- Glyphipteryx
- Haemolytis
- Haplochrois (Meyrick, 1897)
  - délvidéki lándzsásmoly (Haplochrois albanica Rebel & Zerny, 1932) – Magyarországon szórványos (Pastorális, 2011)
  - fényes lándzsásmoly (Haplochrois ochraceella Rebel, 1903) – Magyarországon többfelé előfordul (Pastorális, 2011)
- Heinemannia (Wocke, 1876 = Tebenna Hb., 1825)
  - aranyvessző-lándzsásmoly (Heinemannia festivella Denis & Schiffermüller, 1775) – Magyarországon közönséges (Mészáros, 2005; Pastorális, 2011; Pastorális & Szeőke, 2011)
  - sárga fejű lándzsásmoly (Heinemannia laspeyrella Hb., 1796) – Magyarországon szórványos (Pastorális, 2011)
- Helcanthica
- Homoeoprepes
- Microcolona
- Nanodacna
- Nicanthes
- Palaeomystella
- Palaeomystis
- Pammeces
- Panclintis
- Parametriotes
- Platybathra
- Prochola
- Psammeces
- Spuleria (Hofmann, 1898)
  - galagonyafúró lándzsásmoly (Spuleria flavicaput, S. aurifrontella (Haworth, 1828) – Magyarországon szórványos (Fazekas, 2001; Pastorális, 2011)
- Syntetrernis
- Tetanocentria
  - Tetanocentria ochraceella (Rebel, 1903) – Fazekas (2001) szerint Somogy megyében előfordul; Pastorális (2011) jegyzékében nem szerepel, bár irodalomjegyzékében feltünteti.
- Zaratha